# Mercedes (Corrientes)
Mercedes é uma cidade argentina situada na província de Corrientes, capital do departamento homônimo. Tem 35.207 habitantes segundo o censo de 2001. Foi o local de falecimento do presidente brasileiro deposto João Goulart.